# إيفان ريتمان
إيفان ريتمان (بالإنجليزية: Ivan Reitman) (و. 1946  م) هو منتج أفلام، ومخرج أفلام، وكاتب سيناريو، ومخرج مسرحي من كندا، وتشيكوسلوفاكيا، ولد في كومارنو.

## التعليم
تعلم في جامعة ماكماستر.

## جوائز وترشيحات
حصل على جوائز منها:
جوائز
- شارع المشاهير الكندي [الإنجليزية]‏ (2001)

ترشيحات
- جائزة الأوسكار لأفضل فيلم، عن عمل: فوق في الجو
- جائزة توني عن فئة أفضل إخراج لمسرحية موسيقية [الإنجليزية]‏ (1983)

ترشح لـ:
- جائزة توني عن فئة أفضل إخراج لمسرحية موسيقية [الإنجليزية]‏ (1983)
- جائزة الأوسكار لأفضل فيلم، عن عمل: فوق في الجو.

## وصلات خارجية
- إيفان ريتمان على موقع IMDb (الإنجليزية)
- إيفان ريتمان على موقع روتن توميتوز (الإنجليزية)
- إيفان ريتمان على موقع مونزينجر (الألمانية)
- إيفان ريتمان على موقع ألو سيني (الفرنسية)
- إيفان ريتمان على موقع ميوزك برينز (الإنجليزية)
- إيفان ريتمان على موقع أول موفي (الإنجليزية)
- إيفان ريتمان على موقع بوكس أوفيس موجو (الإنجليزية)
- إيفان ريتمان على موقع قاعدة بيانات برودواي على الإنترنت (الإنجليزية)
- إيفان ريتمان على موقع قاعدة بيانات الأفلام السويدية (السويدية)
- إيفان ريتمان على موقع إن إن دي بي (الإنجليزية)